# Bryan Urueña
Bryan Eduardo Urueña Díaz (Villavicencio, Meta, Colombia; 31 de octubre de 1992) es un futbolista colombiano. Juega como volante de armado y su equipo actual es el Club Llaneros de la Categoría Primera A de Colombia. Hijos: Luciana Urueña Jiménez y Mathias Urueña Cruz

## Trayectoria
Debutó en la temporada 2011 con el Universitario de Popayán de la Segunda División, en 2011 paso al Deportes Quindío para regresar luego de seis meses al equipo de Popayán donde estaría por un año, en el segundo semestre de 2013 ficha por Llaneros de su natal Villavicencio es esa temporada desplegó buen fútbol y estuvo muy cerca de alcanzar la final con Llaneros, en 2014 Atlético Huila se hizo de sus servicios aunque solo jugó 2 partidos en el semestre, desde julio del 2014 juega en el América de Cali en el ascenso colombiano.

## Clubes
| Club                     | País     | Año           |
| ------------------------ | -------- | ------------- |
| Centauros Villavicencio  | Colombia | 2011          |
| Deportes Quindio         | Colombia | 2012          |
| Universitario de Popayán | Colombia | 2012 - 2013   |
| Club Llaneros            | Colombia | 2013          |
| Atlético Huila           | Colombia | 2013          |
| América de Cali          | Colombia | 2014 - 2016   |
| Cortuluá                 | Colombia | 2016          |
| Avaí                     | Brasil   | 2017-2018     |
| Boyacá Chicó             | Colombia | 2019-2020     |
| Club Llaneros            | Colombia | 2021-presente |